# Jérémie Périn
Jérémie Périn és un director, guionista i animador francès, nascut l'any 1978 al nord de França. És, sobretot, el director de la primera temporada de la sèrie d'animació Lastman i del llargmetratge Mars Express, seleccionat al 76è Festival Internacional de Cinema de Canes i al Festival Internacional de Cinema d'Animació d'Annecy el 2023 i nominada al César a la millor pel·lícula d'animació el 2024.

## Biografia
Després d'estudis científics, es va incorporar a la formació de Dissenyador d'Animació a l'escola Gobelins, de la qual es va graduar l'any 2000. Els seus companys de promoció eren Riad Sattouf (que s'inspiraria en ell per al personatge principal de la seva sèrie Les Pauvres Aventures de Jérémie), Jean-Jacques Denis (futur codirector de Princesse Dragon) o  Thomas Romain i Tania Palumbo, creadors de Code Lyoko (de fet participarà com a animador en la creació del curtmetratge Garage Kids que seria el pilot de la sèrie).
Tan bon punt va deixar Gobelins, Jérémie Périn va treballar en el món de l'animació en diversos càrrecs (storyboard, layout, compositing sobretot) abans d'establir-se com a director de sèries  (CO2, Nini Patalo...) i vídeos musicals del 2007. Va dirigir especialment el vídeo "Truckers Delight" per a Lionel Flairs el 2009 i "Fantasy" per a l'artista DyE el 2011, els aspectes sexuals i/o violents i escandalosos del qual van contribuir a la seva popularitat viral a Internet. Des de l'octubre de 2023, el vídeo musical de Fantasy ja no és visible oficialment a YouTube perquè es considera que va en contra de les normes de la xarxa pel que fa a la representació de contingut violent o sexual. Abans de ser suprimit, el clip s'havia vist a la plataforma més de 68 milions de vegades. Périn va co-escriure aquests clips amb el guionista Laurent Sarfati, que es convertiria en el seu company d'escriptura preferit.
El 2009, va participar per primera vegada en un llargmetratge amb la producció dels crèdits d'animació de la pel·lícula Gainsbourg, vie héroïque de Joann Sfar.
El 2016, va obtenir el reconeixement per dirigir tots els episodis de la primera temporada de la sèrie Lastman, on també va exercir de coguionista. L'èxit de crítica i de públic d'aquesta sèrie li permet d'encadenar amb el seu primer llargmetratge d'animació com a director: la pel·lícula de ciència-ficció Mars Express, presentada fora de competició al Festival de Canes i estrenada a les sales el 2023. La pel·lícula també serà seleccionada a concurs al Festival Internacional de Cinema d'Animació d'Annecy el mateix any i nominat al César a la millor pel·lícula d'animació el 2024.

## Estil i influències
Jérémie Périn confessa una admiració per les obres de Gotlib i Katsuhiro Otomo. Trobem així en la seva obra un gust per la sàtira i la irreverència que podem comparar amb un esperit "Fluide Glacial", quan el seu estil sovint precís i realista recorda més el de l'autor d' Akira. També té una passió pels videojocs antics, l'estètica dels quals és per a ell una font d'inspiració visual directa (va crear algunes de les seves obres en pixel art, en particular el clip Truckers delight o el seu curtmetratge SPUF) o indirecta, recollint els seus principis de barreja de realisme i síntesi gràfica.

## Filmografia

### Cinema
Llargmetratges
- 2009 : Gainsbourg. vie héroïque (director dels crèdits inicials)
- 2023 : Mars Express (director, coguionista, animador)

Curtmetratges
- 2000 : Distributeur (curtmetratge de graduació) (codirector, animador)[9]
- 2001 : Garage Kids (animador)
- 2004 : Chez Suzy (pilot per un llargmetratge) (director, animador)[10]
- 2006 : SPUF (pilot per una sèrie) (director, animador)[7]
- 2006 : Pipit Farlouse (pilot per una sèrie basada en el cómic de Riad Sattouf) (director, animador)[11]

### Sèries
- 2007 : CO2 (codirector, coguionista)
- 2011 : Nini Patalo (coguionista, animador)
- 2012 : Merci Satan (director, animador)[12]
- 2016 : Lastman (director i cosguionista)
- 2018 : Crisis Jung (cocreador i coguionista)

### Clips
- 2005 : Hyacinthe - Thomas Fersen (animador)[13]
- 2007 : Diskonoise - Los Chicros (director)[14]
- 2009 : Watching the Planets - The Flaming Lips (codirector)[15]
- 2009 : Truckers Delight - Flairs (director, coguionista, animador)[16]
- 2010 : Hi Life - Syd Matters (director, animador)[17]
- 2011 : Fantasy - DyE (director, coguionistsa, animador)[18]